# جيمس ماكجان
جيمس جي ماكجان (1955-2021) هو أكاديمي أمريكي كان محاضراً أقدم في الدراسات الدولية، ومؤسساً ومديراً لبرنامج المراكز الفكرية ومنظمات المجتمع المدني في معهد لودر، جامعة بنسلفانيا  وزميل أقدم في معهد أبحاث السياسة الخارجية. وقد ألف العديد من المنشورات، بما في ذلك مؤشر جو تو العالمي السنوي الشهير للمؤسسات الفكرية الذي يصنف مراكز الفكر في جميع مناطق العالم.
وكان أحدث كتبه هو "مراكز الفكر: وسطاء المعرفة والسياسة الجدد في آسيا" الذي نشرته
مطبعة معهد بروكينغز
.  وقد اشتهر الدكتور ماكجان بعمله المكثف في منظمات أبحاث السياسة العامة، وكان مستشاراً دائماً للعديد من الحكومات والمنظمات الدولية في جميع أنحاء العالم.
توفي ماكجان في 29 نوفمبر 2021. 